# Quem És Tu?
Quem És Tu? (Portugiesisch für: Wer bist Du?) ist ein Filmdrama des portugiesischen Regisseurs João Botelho aus dem Jahr 2001. Es ist eine Adaption von „Frei Luís de Sousa“, dem Hauptwerk des portugiesischen Dramatikers und Dichters Almeida Garrett (1799–1854), in dem sich der Ordensbruder (Portugiesisch: Frei) Luis de Sousa als Chronist zur Zeit des ungestümen jungen Königs D. Sebastião und der dramatischen Folgen der verlorenen Schlacht von Alcácer-Quibir am 4. August 1578 erinnert.
Der Stoff wurde bereits 1950 von António Lopes Ribeiro als Frei Luís de Sousa verfilmt.

## Inhalt
Madalena de Vilhena musste ihren ersten Mann D. João de Portugal in der Schlacht von Alcácer-Quibir verloren geben, nachdem alle Boten nach der Schlacht ihr den Tod bestätigten. Damit abgefunden, heiratete sie danach den Edelmann Manuel de Sousa Coutinho, einen Bewunderer des D. João de Portugal.
Die blasse und tuberkulosekranke Maria de Noronha, einzige Tochter von Madalena de Vilhena und Manuel de Sousa Coutinho, ist 13 Jahre alt und von lebendigem, verträumten Geist, wird jedoch von bösen Fieberträumen geplagt. Zur Ablenkung von ihren Schmerzen pflückt sie Mohnblumen, die sie abends in ihre Kissen legt und darauf schläft. Der Mohn sorgt jedoch für einen unruhigen Schlaf und Halluzinationen.
Umgeben von der besorgten Mutter und dem Vertrauten und Hauslehrer, Telmo Pais, beschäftigt sie ihr Umfeld mit ihren Fragen und Phantasien, die sie plagen: der Luxus und die Dekadenz ihres versinkenden Landes im ausgehenden 16. Jahrhundert, die Gegenreformation der Jesuiten und die wütende Inquisition, die Hoffnung auf einen neuen portugiesischen König und auf die Wiederkehr des moralischen, aber hitzigen D. Sebastião, Albträume von Pest, Blut und Sperma, die fatale letzte Schlacht D. Sebastiãos und dessen nackter Leichnam, und ein zerfallendes und von Fremden übernommenes Land.
Inmitten der Ausflüchte, Lügen und Erklärungsversuche ihrer verunsicherten und desillusionierten Umgebung, versucht Maria de Noronha ihren Geist zwischen Glück und Todesfurcht zu zügeln, während sie die Erwachsenen damit zwingt, sich den Realitäten und Lebenslügen zu stellen und sich ihrer innersten Sorgen bewusst zu werden.
Dann kommt ein geheimnisvoller Pilger in das Haus von Madalena de Vilhena und überbringt ihr die Nachricht, dass ihr Mann entgegen aller anderslautenden Nachrichten damals doch nicht in der Schlacht umkam. Der Pilger selbst ist ihr verschollener Mann, der das Glück der neuen Familie jedoch nicht gefährden will und seine tatsächliche Identität verheimlicht.
Wer sind die Personen und Umstände, die Marias Geist quälen? Wer bist Du, unglücklicher und Unglück bringender König, dessen Geist unseren Schlaf und den Marias quält? Und wer bist Du, Überlebender aus Nordafrika, der sowohl unsere Ruhe als auch unseren sicheren Untergang aller Beteiligten bedroht? Immer stärker quälen Fragen und Krankheit die junge Maria de Noronha, und auch alle anderen leiden immer stärker unter den eigenen Unsicherheiten und dem Unglück des Mädchens.
Als die wahre Identität des Pilgers offenkundig wird, wollen sich Madalena de Vilhena und Manuel de Sousa Coutinho in einer kirchlichen Zeremonie trennen lassen, um den kirchlichen Regeln zu entsprechen. Die Tochter stürzt von ihrem Krankenbett verzweifelt in die Zeremonie, um die Trennung ihrer Eltern zu verhindern. Als auch D. João de Portugal von Telmo Pais in die Kirche geführt wird, bricht Madalena, von ihren Gefühlen überwältigt, tot zusammen.

## Rezeption
Der Film feierte seine Premiere bei den Filmfestspielen von Venedig 2001, wo er für einen Goldenen Löwen nominiert war und mit dem Mimmo Rotella Foundation Award ausgezeichnet wurde. Bei den portugiesischen Globos de Ouro war er für die beste Schauspielrolle nominiert (für Rui Morisson). Am 23. November 2001 kam der Film in Portugal in die Kinos, lockte aber mit 3.678 verkauften Kinokarten nur das besonders kinointeressierte Publikum an.
Die Kritik nahm den Film positiv auf. Neben der gelungenen Kamera Elso Roques und der durchweg überzeugenden Schauspielleistungen wurde insbesondere die solide Inszenierung durch Regisseur Botelho gelobt.

„„Nichts außergewöhnliches: es ist nur Kino - und es verbalisiert das "Audiovisuelle". Jetzt haben wir endlich Frei Luís de Sousa auf der Höhe dessen, was Almeida Garrett wollte.“ (Nada de extraordinário: é apenas cinema - e verbera o <<audiovisual>>. Temos, finalmente, Frei Luís de Sousa num filme à altura do que Garrett quis.)“

Der Film erschien 2003 bei Lusomundo in Portugal mit umfangreichem Bonusmaterial als DVD.